# Dana Colley
Dana Colley (* 17. října 1961 Portland, Maine) je americký saxofonista. Roku 1985 začal hrát s post-punkovou kapelou Three Colors, v níž působil do jejího rozpadu v roce 1988. V roce 1989 spoluzaložil kapelu Morphine, s níž zůstal až do roku 1999, kdy se po smrti jejího frontmana Marka Sandmana rozpadla. Colley později působil ve skupinách Twinemen a The Deltahorse. Také hostoval s kapelou Primus. Také se podílel na nahrávkách dalších hudebníků, mezi něž patří například Marissa Nadler, Bill Morrissey, Rita Redshoes a The Grownup Noise. V roce 1997 přispěl spolu s Lee Ranaldem zhudebněnou básní Jacka Kerouaca na album Kerouac: Kicks Joy Darkness.